# Florjan pri Gornjem Gradu
Florjan pri Gornjem Gradu – wieś w Słowenii, w gminie Gornji Grad. W 2018 roku liczyła 171 mieszkańców.